# 吉田一穂

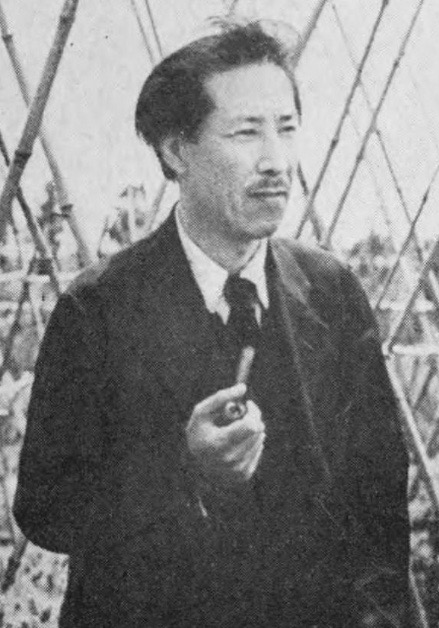
吉田一穂

吉田 一穂（よしだ いっすい、1898年8月15日 - 1973年3月2日）は、大正・昭和期の詩人、評論家、童話作家。本名、由雄（よしお）。

## 生涯
北海道上磯郡木古内町字釜谷村の漁師の家に生まれる。1905年、後志国古平町に移り少年期を過ごす。16歳の時、北海中学校を退学し、東京の海城中学に入学。1918年（20歳）、早稲田大学高等予科文科入学。このころから「一穂」を名乗る。実家の火災により学資が途絶え、1920年に早稲田大学を退学。以後、詩人・童話作家として生涯を送る。1973年、心不全のため東京都豊島区雑司が谷の病院で死去。74歳没。墓所は古平町禅源寺。戒名は自らの撰による白林虚籟一穂居士。
20代では、三木露風・北原白秋・島木赤彦らに教えを請うた。1926年には、金子光晴らと日本詩人会を創設した。そのほか、絵本の編集長を務めた。少年期を過ごした古平を「白鳥古丹」と呼んでこよなく愛したことなどでも知られるように、一穂の詩の原点は「北海道」にあり「極北の詩人」とも呼ばれる。
息子に悪魔研究家の吉田八岑がいる。
吉田一穂に関する資料は、小樽文学館に保存されている。
一穂が靖国神社に捧げた鎮魂歌碑、詩集『海の聖母』の「漁歌」の碑、「白鳥古丹」の碑が古平町にある。

## 作品
- 1924年（大正13年）第一童話集『海の人形』
- 1926年（大正15年）第一詩集『海の聖母』
- 1930年（昭和 5年）第二詩集『故園の書』
- 1936年（昭和11年）第三詩集『稗子伝』
- 1941年（昭和16年）第二童話集『銀河の魚』
- 1941年（昭和16年）第二評論集『黒潮回帰』
- 1944年（昭和19年）第三童話集『かしの木と小鳥』
- 1948年（昭和23年）第四詩集『未来者』
- 1950年（昭和25年）第五詩集『羅甸薔薇』
- 1952年（昭和27年）第六詩集『吉田一穂詩集』
- 1958年（昭和33年）第二評論集『古代緑地』

一穂の詩のうち最大の評価を受けているのは、『未来者』に収録された「白鳥」である。この詩は、3連・12章の36行からなる比較的長いものであるが、それぞれの行が極めて凝縮された言葉によって書かれていることが特徴的である。
第1章は 掌に消える北斗の印。／……然れども開かねばならない、この内部の花は。 と始まる。ここで「北斗の印」は雪を意味するように、象徴・イメージの連想によって詩が形成されており、終連の また白鳥は発つ！ の一句に向かってこの詩が集約されていく。
他に、『北海』という九行から成る詩は、エドガー・アラン・ポーの傑作詩篇『海中の都市(The City in the Sea)』の、すぐれた続編と呼んでもいいような詩想の高揚が感じられる。

## 文献

### 著作
- 『吉田一穂大系』（全3巻・別冊）、仮面社、1970年（昭和45年）
- 『吉田一穂全集』（全3巻）、小澤書店、1979年、普及版1982年

定本版（全3巻・別巻）、1992-1993年
- 『吉田一穂詩集』 思潮社 現代詩文庫、1989年 - 新書版
- 『吉田一穂詩集』 加藤郁乎編、岩波文庫、2004年
- 『白鳥古丹　吉田一穂傑作選』 堀江敏幸解説、幻戯書房、2010年

### 伝記研究
- 井尻正二編『詩人吉田一穂の世界』 築地書館、1975年
- 吉田美和子『吉田一穂の世界』 小沢書店、1998年
- 田村圭司『吉田一穂　究極の詩の構図』 笠間書院、2005年
- 添田邦裕『詩人吉田一穂 詩と童話の世界』 一穂社、1997年
- 『江古田文学第44号　102年目の吉田一穂』 江古田文学会、2000年